# 3. Sinfonie (Brahms)

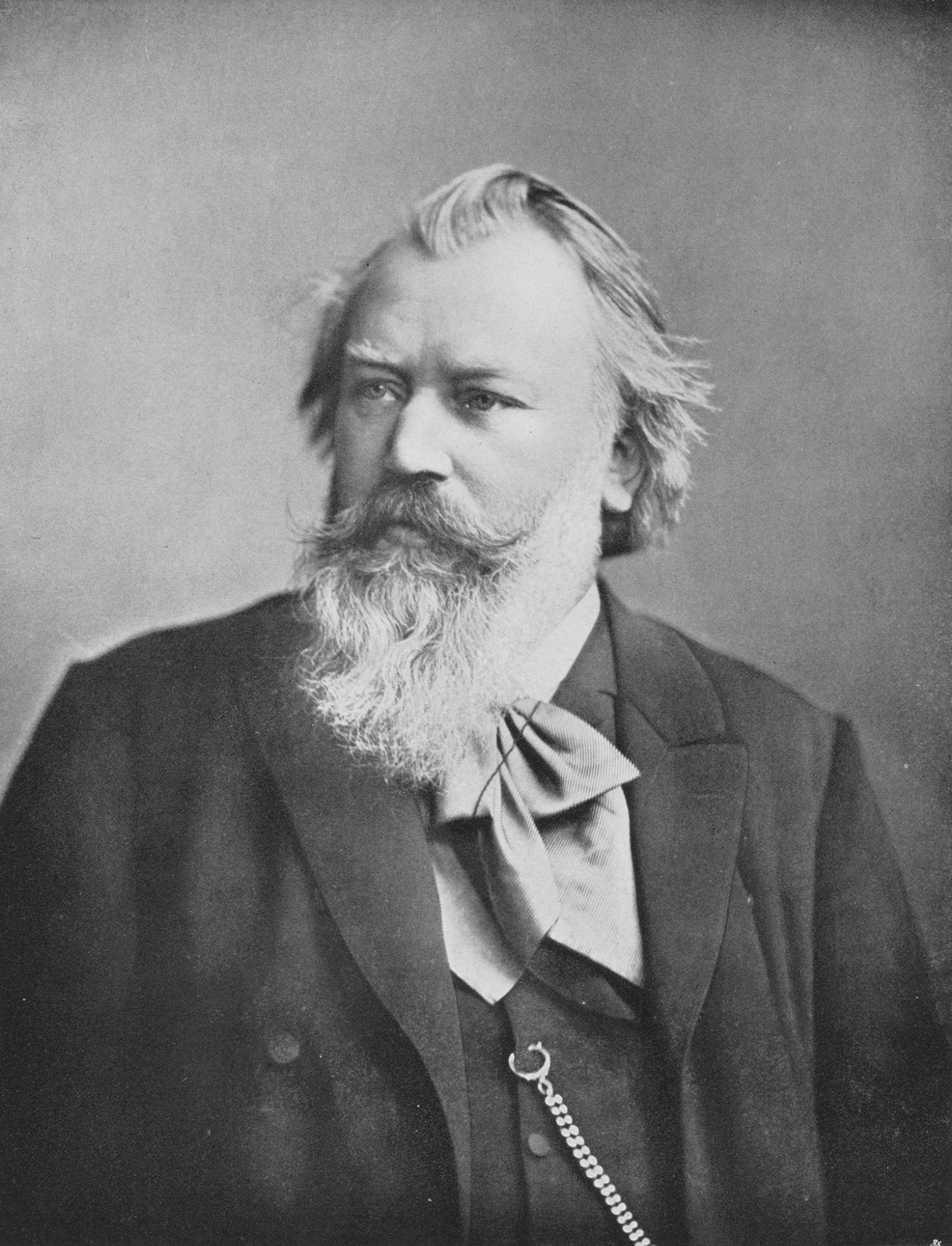
Johannes Brahms (1889)

Die Sinfonie Nr. 3 F-Dur op. 90 komponierte Johannes Brahms im Jahr 1883.

## Entstehung
Über die Entstehung der 3. Sinfonie ist fast nichts bekannt, es gibt keine Briefstelle, keine Skizzen oder früheren Fassungen. Die Fertigstellung erfolgte in Wiesbaden, wo Brahms den Sommer 1883 verbrachte. Die Uraufführung erfolgte am 2. Dezember 1883 in Wien unter der Leitung von Hans Richter.

## Wirkung
Die Sinfonie entstand in der Zeit des sogenannten „Musikstreits“ zwischen Vertretern der Neudeutschen Schule, die in sinfonischer Dichtung und Programmmusik die Zukunft der Musik sahen und Verfechtern der absoluten Musik, zu denen auch Brahms gehörte. Sie vertraten die Auffassung, dass Musik nicht an programmatischen Aussagen, sondern allein an innermusikalischen künstlerischen Ansprüchen gemessen werden solle, wie es in der Wiener Klassik üblich war. Der Brahms-Biograph Max Kalbeck berichtet zur Uraufführung, dass die Bruckner- und Wagner-Anhänger nach jedem Satz zu zischen anfingen, sich jedoch nicht durchsetzen konnten:

„Bei der Premiere der F-dur-Symphonie, die am 2. Dezember 1883 in den Wiener Philharmonischen Konzerten stattfand, wagte die im Stehparterre des Musikvereinssaales postierte Gruppe der Wagner-Brucknerschen ecclesia militans den ersten öffentlichen Vorstoß gegen Brahms. Ihr Zischen wartete nach jedem Satz immer das Verhallen des Beifalls ab, um dann demonstrativ loszubrechen. Aber das Publikum fühlte sich von dem herrlichen Werke so innig angesprochen, daß nicht nur die Opposition im Applaus erstickt wurde, sondern die Huldigungen für den Komponisten einen in Wien kaum zuvor dagewesenen Grad von Enthusiasmus erreichten, so daß Brahms einen seiner größten Triumphe erlebte.“

Das Werk wurde bei zeitgenössischen Aufführungen überwiegend, aber nicht ausschließlich positiv aufgenommen. Beispiel für eine positive zeitgenössische Kritik (Bericht zur Uraufführung vom 2. Januar 1884 in Signale für die musikalische Welt):

„Das zweite philharmonische Concert brachte als Hauptnummer die neueste Symphonie von Brahms, welche mit ungewöhnlichem Beifall aufgenommen wurde. Nach dem ersten, dritten und dem Schlußsatze wurde der Componist stürmisch und jubelnd wiederholt gerufen. Das hoch interessante Werk ist Satz für Satz in sich abgerundet, klar, faßlich schon bei erstmaligem Anhören, reich an überraschenden Wendungen, fesselnd in der Durchführung der Haupt- und Nebenthemen, sowie namentlich auch durch seine instrumentalen Schönheiten. Dem pathetischen ersten Satz folgen die beiden kürzer gefaßten Mittelsätze (der dritte eine Art Intermezzo), worauf der Schlußsatz den Hauptcharakter des ersten wieder aufnimmt. Diesmal aber geht es wie Wetterleuchten in schärferen, schneidigeren Accenten vorwärts, eine Fahrt durch aufgeregte Elemente, die stellenweise mit elementarer Gewalt aneinander gerathen. Da plötzlich zertheilt sich das drohende Gewölk und es eröffnet sich unter bezauberndem Ausklingen ein verklärtes Fernbild. So schließt das prächtige, fühlbar so recht dem Schaffensdrang entsprungene Werk versöhnend ab. Mitunter taucht die Gewalt Beethoven´s, die Romantik Schumann´s und Mendelssohn´s auf, ohne aber die eigene Selbständigkeit des Tondichters zu beeinträchtigen. Bliebe ein Wunsch übrig, so wäre es der, daß die beiden Mittelsätze im Charakter weniger gleichmäßig gehalten wären. Die Aufführung war unter Richter´s Leitung so meisterhaft, daß das Werk kaum irgendwo eine bessere erfahren kann.“

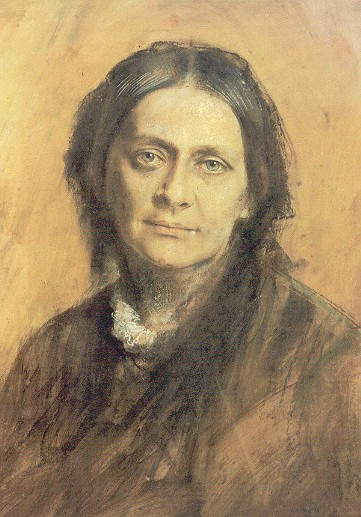
Clara Schumann 1878/1879,
Pastell von Franz von Lenbach

Auch Clara Schumann äußerte sich im Brief vom 11. Februar 1884 an Brahms lobend:

„Welch ein Werk, welche Poesie, die harmonischste Stimmung durch das Ganze, alle Sätze wie aus einem Gusse, ein Herzschlag, jeder Satz ein Juwel! – Wie ist man von Anfang bis zu Ende umfangen von dem geheimnisvollen Zauber des Waldlebens! Ich könnte nicht sagen, welcher Satz mir der liebste? Im ersten entzückt mich schon gleich der Glanz des erwachten Tages, wie die Sonnenstrahlen durch die Bäume glitzern, alles lebendig wird, alles Heiterkeit atmet, das ist wonnig! Im zweiten die reine Idylle, belausche ich die Betenden um die kleine Waldkapelle, das Rinnen der Bächlein, Spielen der Käfer und Mücken – das ist ein Schwärmen und Flüstern um einen herum, daß man sich ganz wie eingesponnen fühlt in all die Wonne der Natur. Der dritte Satz scheint mir eine Perle, aber es ist eine graue, von einer Wehmutsträne umflossen; am Schluß die Modulation ist ganz wunderbar. Herrlich folgt dann der letzte Satz mit seinem leidenschaftlichen Aufschwung: das erregte Herz wird aber bald wieder gesänftigt, zuletzt die Verklärung, die sogar in dem Durchführungs-Motiv in einer Schönheit auftritt, für die ich keine Antwort finde.“

Eduard Bernsdorf

Beispiel für eine negative zeitgenössische Kritik (Eduard Bernsdorf in Signale für die musikalische Welt zur Aufführung vom 7. Februar 1884):

„Schreiber dieser Zeilen möchte durch das zuletzt Gesagte nicht die mißverständliche Meinung erwecken, als sei ihm die trompetende und paukende Extra-Anerkennung für die neue Brahms´sche Symphonie darum unumgänglich nothwendig erschienen, weil das Werk ihm ebenso ungemein behagt hat wie dem jubelnden und klatschenden Theile des Publicums. Nein, es hat ihm im Gegentheil vorwiegend Mißbehagen erregt, und er steht nicht an, den beiden ersten Symphonien von Brahms, für die er (...) auch nicht eben sonderlich schwärmt – den Vorzug vor der dritten einzuräumen, sowohl was Erfindung als was Factur betrifft. Letztere besonders ist von einer Zusammenhangslosigkeit und Zerfahrenheit, wie man sie bei einem bereits so viel producirt habenden Componisten wie Brahms schier unbegreiflich finden muß und wie sie die etlichen Erfindungs-Goldkörnlein, die sich in die Schlackenmasse der vier Sätze eingesprengt zeigen, gar nicht zu rechter Geltung kommen läßt, auch nicht im ersten und dritten Satze, welche doch im Ganzen als die relativ genießbarsten zu bezeichnen sein möchten. Lang ist die Symphonie glücklicherweise nicht, aber dafür wird um so mehr Blechlärm in ihr verführt, und sie wirkt trotz ihrer verhältnismäßigen Kürze doch langweilig, eben weil alle Augenblicke, wie man zu sagen pflegt, „der Zwirn alle wird“ und man es auf Tritt und Schritt mit An- und Absätzen zu thun hat. In ihrem Gesamtwesen und Charakter zeigt die neue Symphonie von den übrigen Brahms´schen Productionen sich in keiner Weise verschieden, oder es sind nur geringe äußerliche Züge, die eine Art von Diversität herstellen. (…)“

## Zur Musik
Orchesterbesetzung: 2 Flöten, 2 Oboen, 2 Klarinetten, 2 Fagotte, Kontrafagott, 4 Hörner, 2 Trompeten, 3 Posaunen, Pauken, I. Violine, II. Violine, Viola, Violoncello, Kontrabass.
Aufführungszeit: ca. 30–35 Minuten
Als charakteristisch für die Sinfonie wird von mehreren Autoren das geringe Gewicht der Sätze 2 und 3 gegenüber den Sätzen 1 und 4 sowie das Schwanken von Dur und Moll angesehen. Die Sätze sind durch motivische Verknüpfungen miteinander verbunden:
- Satz 1 und Satz 4 (Kopf Hauptthema aus Satz 1 am Ende von Satz 4),
- Satz 2 und Satz 4 (Thema von Satz 2 (dort ab Takt 40) ist verwandt mit Thema von Satz 4 (dort ab Takt 18)),
- Satz 3 und Satz 4 (Hauptthema von Satz 3 ist verwandt mit Seitenthema von Satz 4).

Die folgende Beschreibung ist als Vorschlag zu verstehen. Je nach Standpunkt sind auch andere Bezeichnungen, Abgrenzungen und Deutungen möglich.

### Erster Satz: Allegro con brio
F-Dur, 6/4-Takt, 224 Takte
Die Bläser eröffnen die Sinfonie mit dem aufsteigenden, dreitönigen „Vorhangmotiv“ f –as’’– f’’’ bevor das ganze Orchester forte das Hauptthema (Takt 3 bis 15) vorträgt. Dieses ist dreiteilig strukturiert: Erster Teil mit einem dreiklangsähnlichen, fallenden Motiv und auftaktigem Sekundschritt (im Folgenden: „Dreiklangsmotiv“), unterlegt vom Vorhangmotiv im Bass, zweiter Teil mit dem nun viertönigen Vorhangmotiv in den Bläsern zusammen mit einer aufsteigenden Figur und dem auftaktigen Sekundschritt vom Dreiklangsmotiv in den Violinen, dritter Teil mit dem um ein Viertel versetzten, viertönigen Vorhangmotiv in Bläsern, Bass und Viola sowie dem Dreiklangsmotiv in den Violinen. Das Hauptthema wird im weiteren Satzverlauf immer vom Vorhangmotiv eingeleitet.
Bereits am Satzanfang sind die auch im Folgenden auftretenden Wechsel der Tonarten auffällig: Das Vorhangmotiv lässt die Tonart offen, im Hauptthema wechselt die Tonart taktweise von F-Dur über f-Moll zu Des-Dur. Die Grundtonart F-Dur ist erst am Ende des Themas erreicht und kann sich dann kurzfristig in der Überleitung etablieren. Die Überleitung (Takt 15 bis 23) besteht aus einer achttaktigen Phrase mit Kombination vom Vorhangmotiv mit klopfenden Vierteln. Die Phrase wird in Des-Dur wiederholt. Die harmonische Unstabilität geht weiter, indem Brahms zur Mediante A-Dur wechselt, in welcher ab Takt 36 das Seitenthema einsetzt. Dieses kontrastiert als „tänzerisch ausschwingendes Klarinettenthema“ durch seinen 9/4-Takt, die geringen Intervallschritte und die begleitenden Streicher im Pizzicato zum Hauptthema. Das Thema wird mit stimmführenden Oboen und Flöten wiederholt, in Cis-Dur mit einem Staccato-Sekundmotiv fortgesponnen und mit dem Kopf des Themas in freier Umkehrung in den Streichern abgeschlossen.
Die Schlussgruppe (Takt 49 bis 72, nun wieder im 6/4-Takt) beginnt mit dem Vorhangmotiv, dann nimmt die Bewegung durch Achtelfiguren und -läufe sowie Sforzati im Bass zu, wobei das Vorhangmotiv weiterhin, allerdings unauffälliger, auftritt (z. B. Takt 51 im Horn, Takt 61 in der Klarinette). In Takt 72 endet die Schlussgruppe und damit die Exposition, die einmal wiederholt wird.
Die Durchführung (Takt 72 bis 120) führt den stürmischen Charakter der Schlussgruppe anfangs nahtlos fort. Ab Takt 77 wird das Seitenthema verarbeitet, zunächst in Viola und Cello, dann in der 1. Violine. Der Charakter des Themas ist nun ins dramatische gewendet. Ab Takt 90 tritt das Staccato-Sekundmotiv aus der Fortspinnung des Seitenthemas versetzt in den Instrumenten auf. Mit kontrastierendem, ins ruhige Piano zurückgenommenen Charakter lässt Brahms dann zweimal das Vorhangmotiv in den Bläsern auftreten (Takt 101 bis 112). In demselben Charakter schließt sich eine durch Chromatik geprägte Verarbeitung des Dreiklangsmotivs vom Hauptthema an.
Zum Repriseneintritt (Takt 120 bis 181) wird das Vorhangmotiv verdoppelt und anders harmonisiert. Es folgen das Hauptthema entsprechend der Exposition, die verkürzte Überleitung, das Seitenthema (nun in D-Dur) und die etwas variierte Schlussgruppe.
An das Ende der Reprise hat Brahms eine umfangreiche Coda (ab Takt 181) gesetzt. Diese beginnt wiederum mit dem Vorhangmotiv, gefolgt von einer umfangreichen Verarbeitung des (in der Durchführung ausgelassenen) Hauptthemas mit seinen drei Teilen. Anschließend beruhigt sich das Geschehen, und in der „Reminiszenz“ ab Takt 216 klingt der Satz mit dem Vorhangmotiv und dem geglätteten ersten Teil vom Hauptthema, nun erstmals in F-Dur, aus.

„Prachtvoll, wie nach zwei dröhnenden Kraft-Accorden der Bläser das kampflustige Thema der Violinen energisch aus der Höhe herabschießt, um sich alsbald in stolzen Linien wieder hoch aufzuschwingen. Der ganze Satz ist in glücklicher Stunde wie in einem Zug geschaffen. Sein zweites Motiv in As, zart und drängend zugleich, verschmilzt unvergleichlich mit dem Ganzen. Die Steigerung im Durchführungstheil bäumt sich zu gewaltiger Höhe und Kraft, weicht aber überraschenderweise gegen den Schluß einer allmählich beruhigten Stimmung, welche in sanfter Schönheit ausklingt.“

### Zweiter Satz: Andante
C-Dur, 4/4-Takt, 134 Takte
A–Teil (Takt 1 bis 62): Das Hauptthema (Takt 1 bis 24) mit stimmführenden Holzbläsern besteht aus vier ähnlich strukturierten Phrasen mit jeweils echoartigem Abschluss in den Streichern. Charakteristisch ist ein „Sekundwechselmotiv“ in den Bläsern in Takt 2 (Phrase 1) und Takt 17 bis 18 (Phrase 4). Von Takt 24 bis 40 wird das Sekundwechselmotiv in Kombination mit einer Sechzehntelfiguration fortgesponnen und bis ins Forte gesteigert, der Abschnitt schließt durch „versickerndes Beharren auf dem Sekundwechselmotiv“. Der anschließende „episodische Kontrastabschnitt“ (Takt 41 bis 56) weist zwei Themen auf. Das erste ab Takt 40 in den Holzbläsern mit ruhig-getragenem Charakter ist mit dem choralartigen Thema aus dem vierten Satz (dort ab Takt 18) verwandt. Das zweite, eine kurze melodische Wendung in den Streichern und kurz darauf in den Holzbläsern, folgt abrupt und kontrastiert durch die schnellere Bewegung zum vorigen Geschehen. Im „Modulationsabschnitt“ (Takt 56 bis 62) kommt die Bewegung mit dem Auftakt des Themas aus Takt 40 fast ganz zur Ruhe.
Im B–Teil (Takt 63 bis 84) steigert Brahms die Bewegung durch Verwendung durchlaufender Triolen, die mit Chromatik angereichert sind und ab Takt 72 mit dem versetzt zwischen Bläsern und Streichern auftretenden Sekundwechselmotiv kombiniert werden. Ab Takt 77 treten dann die Sechzehntelfiguration und ab Takt 81 der (nun gedehnte) Kopf des Hauptthemas über einem Orgelpunkt auf C auf.
A´–Teil (Takt 85 bis 122): Der gedehnte Kopf des Hauptthemas geht nahtlos und verschleiert in die variierte Wiederholung des A-Teils über. Das Hauptthema (Takt 85 bis 108) ist nun mit figurativer Sechzehntelbegleitung der Violinen und Viola unterlegt. An das Thema folgt erst eine neue Fortspinnung mit dem Kopf des Hauptthemas (Takt 108 bis 115), dann der Modulationsabschnitt mit dem Auftaktmotiv (Takt 116 bis 122 entsprechend Takt 56 bis 62).
In der Coda greift die Klarinette den Kopf des Hauptthemas auf, begleitet von düsterer Chromatik des Fagotts und dem Sekundwechselmotiv in den tiefen Blechbläsern.
Max Kalbeck vermutete die Entstehung Sätze 2 und 3 in Zusammenhang mit Brahms Plänen zu einer Faust – Musik. Nach Christian Martin Schmidt können dafür am ehesten bei vorliegendem Satz Anhaltspunkte gefunden werden: Der Satz folgt keinem bestimmten Formschema, er werde von einem (und nicht mehreren) Themen dominiert, das umfangreich variiert werde ähnlich zur Entwicklung einer dramatischen Figur.

„Das „Andante con moto“ (…) – ein sehr einfacher Wechselgesang der Bläser und der gleichsam den Refrain übernehmenden tieferen Streichinstrumente – könnte in einer der Brahmsschen Serenaden stehen. Der Satz ist kurz, ohne eigentliche Steigerung oder Entwicklung, überrascht aber in der Mitte durch eine Reihe zauberischer Harmonien, Klangwirkungen, die an das Wechselspiel leise anschlagender, verschieden gestimmter Glocken mahnen.“

### Dritter Satz: Poco Allegretto
c-Moll, 3/8-Takt, 163 Takte
Das Poco Allegretto lässt sich wie das als dritter Satz übliche Scherzo als „Tanzsatz im Dreiertakt mit der üblichen Formanlage: Hauptteil – Trio – Wiederkehr des Hauptteils – Coda“ ansehen. Vom Charakter erinnert es jedoch eher an den an zweiter Stelle üblichen langsamen Satz:

„Der an Stelle des Scherzos stehende dritte Satz (Poco Allegretto) ist geradezu ein Lied ohne Worte im schmerzlich-sehnsuchtsvollen c-Moll. Ohne Kenntnis der Satzbezeichnungen würde man ihn spontan für den typischen langsamen Satz halten, während das Andante die durchaus gemächliche Heiterkeit einer tänzerischen Bewegung hat.“

„Das Trio mit seinen synkopisch tickenden Baßfiguren läßt vielleicht an ein stilisiertes Menuett denken; das in langer Kantilene sich ziehende Hauptthema aber ist eher im Charakter eines langsamen melancholischen Walzers, einer valse triste in Moll, deren schmerzlicher Ton passagenweise fast wie Tschaikowsky klingt.“

Im Hauptteil (Takt 1 bis 53) tragen die Celli zunächst das sangliche Hauptthema vor, das ab Takt 12 mit Stimmführung in der 1. Violine wiederholt wird. Cello und 1. Violine sind auch in der Fortspinnung des Themas (Takt 24 bis 40) mit charakteristischer Abwärtssequenzierung eines zweitaktigen Motivs stimmführend. Ab Takt 43 wird das Hauptthema wieder aufgegriffen, nun mit Stimmführung in Flöte, Oboe und Horn. Der Mittelabschnitt bzw. das Trio (Takt 54 bis 98) in As-Dur ist durch sein Synkopen-Thema der Holzbläser geprägt, welches im Wechsel mit einem kontrastierenden chromatischen Abschnitt nur für Streicher vorgetragen wird. In der Reprise des Hauptteils (Takt 99 bis 150) ist anfangs das Horn mit dem Hauptthema stimmführend, bei der Wiederholung die Oboe, in der Fortspinnung des Themas Klarinette und Fagott und beim Wiederaufgreifen des Hauptthemas Cello und die oktavierten 1. Violinen. Damit sind gegenüber dem Hauptteil die Rollen von Bläsern und Streichern getauscht. Die Coda (Takt 151 bis 163) greift das Kopfmotiv vom Hauptthema und die Synkopen des Trio-Themas auf.
Hinter der scheinbaren Eingängigkeit der Melodien des Satzes, der bei der Aufführung am 28. Januar 1884 in Berlin wiederholt werden musste, steckt eine detaillierte kompositorische Arbeit.

„Die Stelle des Scherzo vertritt ein flüchtig an Mendelssohn anklingendes Allegretto in C-moll (3/8), das mit bequemer Grazie in jener Zwitterstimmung hindämmert, der sich Brahms gerne in seinen mittleren Sätzen hingiebt. Das Stück ist sehr einfach (ohne Trompeten, Posaunen und Pauken) instrumentirt und wirkt namentlich durch die schneidigere Grazie seines As-dur-Mittelsatzes.“

### Vierter Satz: Allegro
f-Moll, 2/2-Takt (alla breve), 309 Takte
Das Hauptthema tritt piano als düstere, die Quinte C der Haupttonart f-Moll umkreisende Melodie im Unisono von Fagott und Streichern auf. Der Vordersatz ist durch den Wechsel von Viertel und Achtelbewegung, der Nachsatz durch den punktierten Rhythmus gekennzeichnet. Das Thema wird in Terzen der Bläser wiederholt mit Dehnungen im Vordersatz. Unerwartet folgt dann ab Takt 18 pianissimo ein choralartiges Thema in Klarinette, Fagott und Streichern, das zwar durch den getragenen Charakter zum Hauptthema kontrastiert, in der Lautstärke jedoch weiterhin zurückgenommen ist. Erst in Takt 30 setzt das ganze Orchester forte mit der Überleitung ein. Diese greift anfangs den Kopf vom Vordersatz des Hauptthemas auf und kontrastiert zum vorigen Geschehen auch durch ihre „schroff gezackten Figuren“ und die großen Intervallsprünge im Staccato.
Das Seitenthema (Takt 52 bis 62) in gleichmäßigen Viertel-Triolen steht in der Dominante C-Dur. Es wird anfangs von Horn und Cello, dann von Flöte, Oboe, Fagott und 1. B.Violine vorgetragen. Es ist strukturell verwandt mit dem Hauptthema des dritten Satzes. Nach einer Fortspinnung des Themas wird in Takt 70 die Schlussgruppe erreicht. Diese ist in ihrem dramatisch-energischen Charakter ähnlich der Überleitung gehalten (ganzes Orchester, forte bis fortissimo, große Intervallsprünge im Staccato).
Die Durchführung ab Takt 104, die nahtlos an die Exposition anschließt, nimmt die Dramatik der Schlussgruppe zunächst wieder zurück. Sie verarbeitet im ersten Abschnitt (Takt 104 bis 148) das Hauptthema. Mit einer versetzt zwischen den Instrumenten auftretenden fallenden Linie (auch aus dem Hauptthema ableitbar) steigert sich die Lautstärke zum Forte. Nach einer Generalpause folgt dann der zweite Abschnitt (Takt 148 bis 171) mit dem Choralthema in den Bläsern, unterlegt von Achtelläufen der Streicher.
Mit Steigerung zum Fortissimo wechselt Brahms wiederum nahtlos und verschleiert zur Reprise in Takt 172, indem er Hauptthema und Choralthema auslässt und gleich mit der Überleitungsgruppe entsprechend Takt 30 beginnt. Die Reprise ist sonst ähnlich der Exposition gestaltet: Seitensatz Takt 194 bis 212, Schlussgruppe Takt 212 bis 250, dabei mit dem Vordersatz vom Hauptthema ab Takt 240.
Die im Charakter weitgehend ruhig-zurückhaltende Coda ab Takt 250 ist umfangreich und besteht aus drei Abschnitten: Der erste Abschnitt (Takt 250 bis 280) verarbeitet das in der Reprise ausgelassene Hauptthema, wobei die Gestaltung des Vordersatzes (anfangs stimmführend in der Viola) mit seinen Triolen an das Seitenthema erinnert, die Tonart in Takt 267 zu F-Dur wechselt und an einigen Stellen das Vorhangmotiv vom ersten Satz anklingt (Takt 273 Oboe, Takt 277 Horn). Der zweite Abschnitt (Takt 280 bis 296) verarbeitet das Choralthema und der dritte (Takt 297 bis 309) greift das Vorhangmotiv von Satz 1 auf, unterlegt vom Kopfmotiv des Hauptthemas von Satz 4. Dies bereitet die Wiederaufnahme des Hauptthema-Anfangs von Satz 1 vor, mit der das Allegro pianissimo endet.

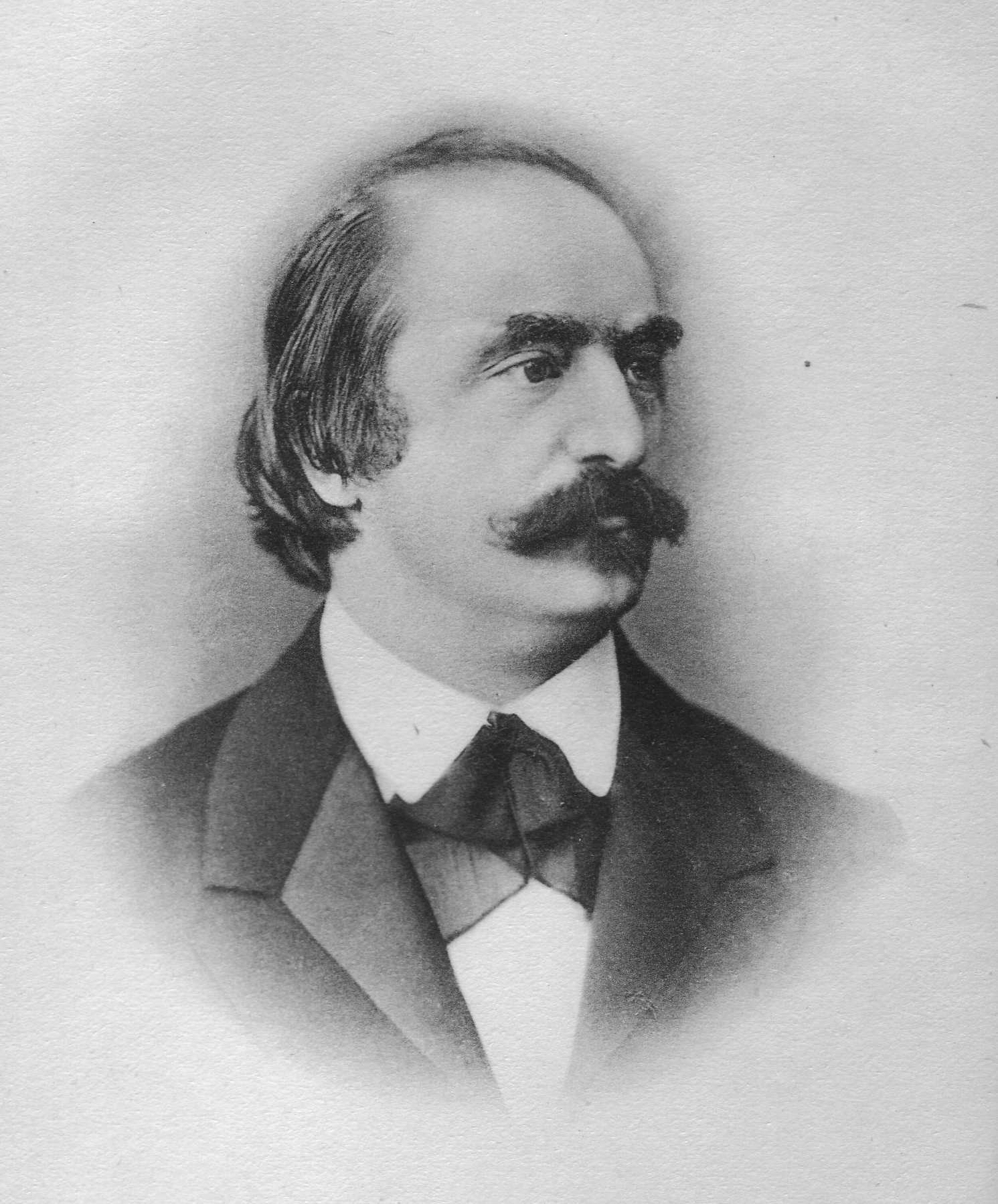
Eduard Hanslick, zeitgenössischer Musikkritiker

„Das Finale (…) ist wieder ein Stück allerersten Ranges, dem ersten Satze ebenbürtig, wo nicht überlegen. Leise rollt es heran mit einer gewitterschwülen raschen Figur der tiefen Saiten-Instrumente. Dieses Thema tritt keineswegs imponierend auf, findet aber alsbald die großartigste Entwickelung. Die unheimliche Schwüle des Anfangs entladet sich in einem prachtvollen Gewitter, das uns erhebt und erfrischt. Die Musik steigert sich fortwährend; das zweite Thema in C-dur, vom Waldhorn in wuchtigen Noten herausgeschmettert, macht bald einem dritten kraftvollen Motiv in C-moll Platz, das noch gewaltiger anstürmt. Auf der Höhe dieser imposanten Entwickelung angelangt, erwartet wohl jedermann einen glanzvollen triumphirenden Schluß. Allein bei Brahms sei man immer auf Unerwartetes gefaßt. Sein Finale gleitet aus dem F-moll unmerklich in die Dur-Tonart, die hochgehenden Meereswogen besänftigen sich zu einem geheimnißvollen Flüstern – gedämpfte Violinen und Bratschen brechen sich in leicht aufrauschenden Terzen- und Sextengängen leise an den lang ausgehaltenen Accorden der Bläser, und seltsam, räthselhaft klingt das Ganze aus, aber in wunderbarer Schönheit.“